# イオドバクター属
イオドバクター属はグラム陰性の非芽胞形成通性嫌気性桿菌でナイセリア科の属の一つ。一部は極鞭毛及び周鞭毛を持ち、運動する。かつてはクロモバクテリウム属とみなされていた。基準種はイオドバクター・フルビアチリス。属名は紫の桿菌を意味する。
水中に生息し、マルトースなどの糖類を嫌気的に代謝して有機酸を生産する。オキシダーゼ陽性、カタラーゼ陽性ないし弱陽性。基準種のイオドバクター・フルビアチリスは紫色の色素であるビオラセインを生産する。